# Портрет Василия Тимофеевича Денисова
«Портрет Василия Тимофеевича Денисова» — картина Джорджа Доу и его мастерской из Военной галереи Зимнего дворца.
Картина представляет собой погрудный портрет генерал-майора Василия Тимофеевича Денисова из состава Военной галереи Зимнего дворца.
С начала Отечественной войны 1812 года генерал-майор Денисов командовал казачьей бригадой в корпусе М. И. Платова и был во многих сражениях. После изгнания Наполеона он принял участие в Заграничных походах 1813—1814 годов и неоднократно отличился в боях с французами.
Изображён в генеральском казачьем мундире, введённом в 1814 году, через плечо переброшена Анненская лента, поверх которой пущена лядуночная перевязь. Слева на груди звезда ордена Св. Анны 1-й степени; на шее крест ордена Св. Владимира 3-й степени; справа на груди крест ордена Св. Георгия 4-го класса и серебряная медаль «В память Отечественной войны 1812 года» на Андреевской ленте. С тыльной стороны картины надпись: Denisoff. Подпись на раме: В. Т. Денисовъ 7й, Генералъ Маiоръ.
7 августа 1820 года Комитетом Главного штаба по аттестации Денисов был включён в список «генералов, заслуживающих быть написанными в галерею» и 20 мая 1822 года император Александр I приказал написать его портрет. Гонорар Доу был выплачен 4 апреля 1824 года и 10 августа 1825 года. Готовый портрет был принят в Эрмитаж 7 сентября 1825 года. Поскольку Денисов скончался в 1822 году на Дону (23 октября исключён из списков умершим), то велика вероятность того, что он сам не позировал Доу, а для написания его портрета художник использовал неизвестный современным исследователям портрет-прототип.